# Grrr…
Pour les articles homonymes, voir Grrr.
Pour plus de détails, voir Fiche technique et Distribution.
Grrr… est un court métrage français d'André Rigal sorti en 1952. Mélangeant prises de vue réelles et animation, il met en scène l'acteur André Bourvil, également co-scénariste.

## Fiche technique
- Titre : Grrr…
- Réalisation : André Rigal
- Scénario : André Bourvil
- Photographie : André Rigal
- Animation : André Rigal
- Musique : Étienne Lorin
- Pays :  France
- Langue : français
- Format : Noir et blanc - 35 mm - 1,37:1 - Son mono
- Genre : court métrage
- Durée : 10 minutes
- Date de sortie : 1952 (France)

## Distribution
- André Bourvil : lui-même

## DVD
Le film est repris sur le DVD Bourvil : Bien… si bien en 2006.